# Sphaerodactylus gilvitorques
Espèce
Sphaerodactylus gilvitorques est une espèce de geckos de la famille des Sphaerodactylidae.

## Répartition
Cette espèce est endémique de Jamaïque.

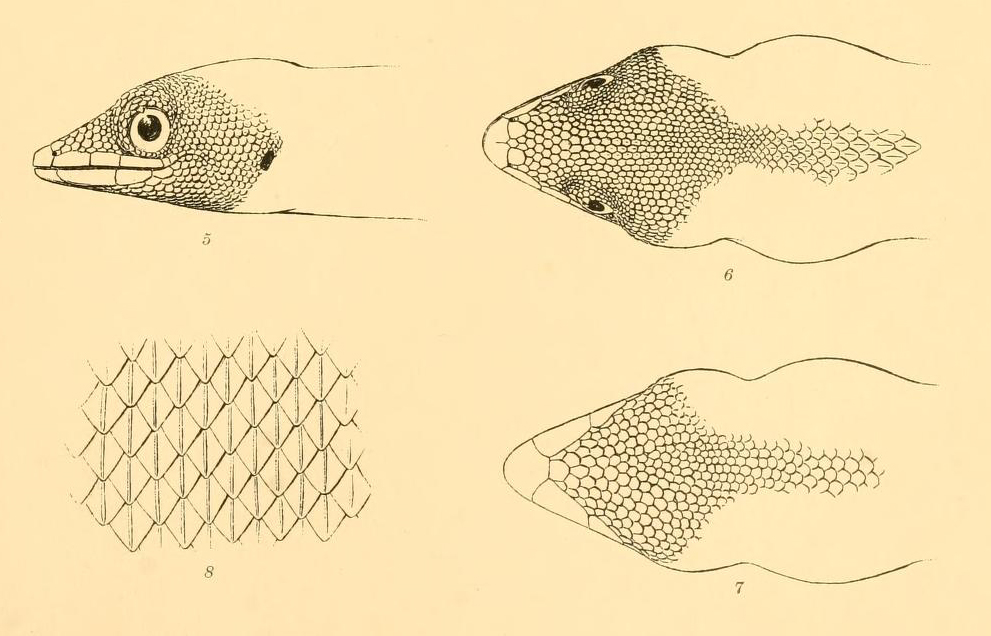

## Publication originale
- Cope, 1862 "1861" : On the genera Panolopus, Centropyx, Aristelliger and Sphaerodactylus. Proceedings of the Academy of Natural Sciences of Philadelphia, vol. 13, p. 494-500 (texte intégral).